# 67-я гвардейская стрелковая дивизия
67-я гвардейская стрелковая дивизия — формирование (соединение, стрелковая дивизия) РККА во время Великой Отечественной войны. Участвовала в боях на западном направлении.
Полное действительное наименование — 67-я гвардейская стрелковая Витебская Краснознамённая дивизия

## История

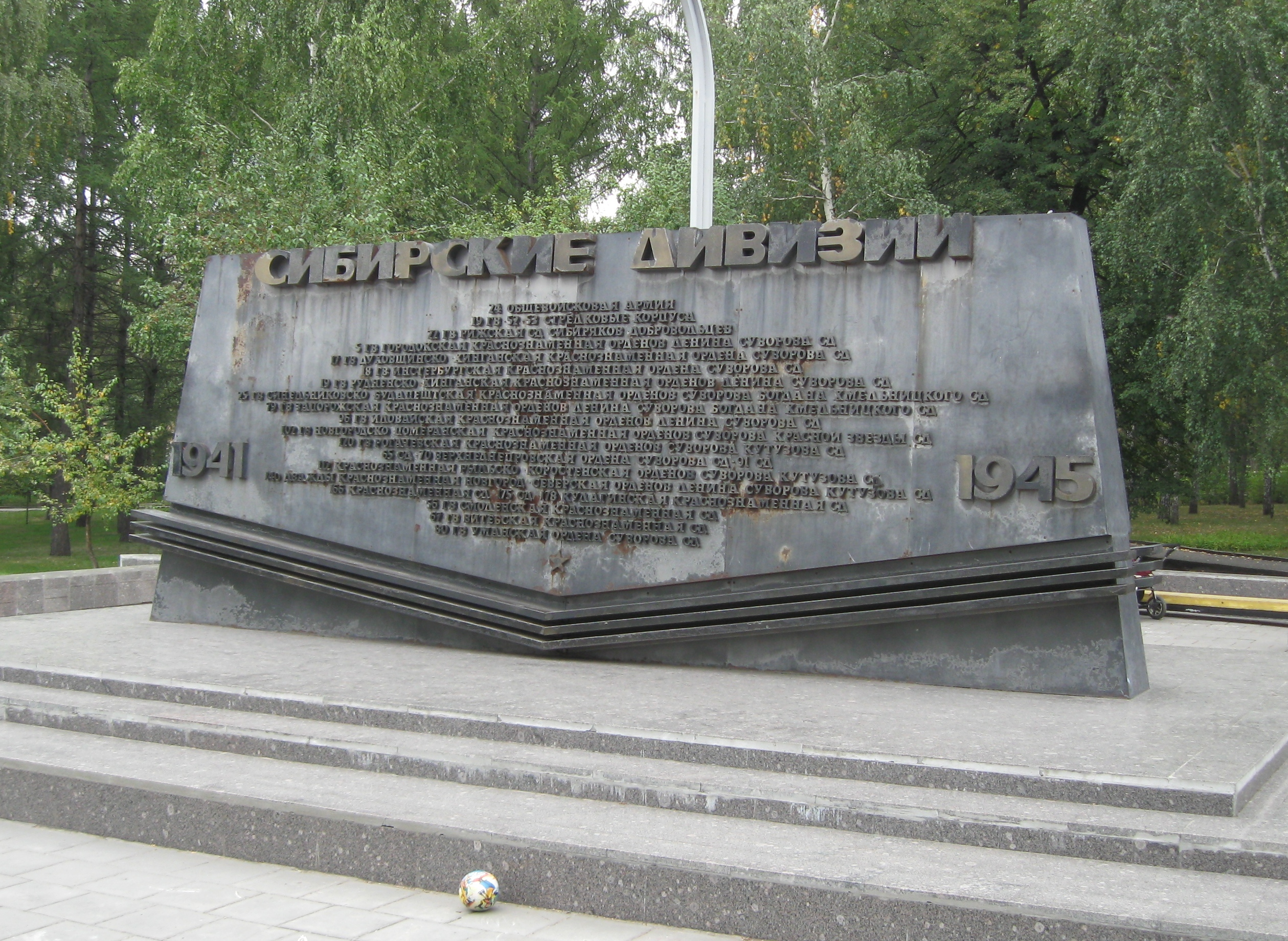
67-я гвардейская стрелковая дивизия
на Монументе Славы в Новосибирске

Свою историю дивизия ведёт от сформированной 15 апреля 1939 года в г. Татарск Новосибирской области Сибирского военного округа 109-й стрелковой дивизии, с 7.12.1939 преобразованной в 109-ю мотострелковую дивизию, позднее в 109-ю моторизованную дивизию.
16.07.1941 года 109-я моторизованная дивизия переформирована в 304-ю стрелковую дивизию.

### Боевой путь
За боевые заслуги 21 марта 1943 года 304-я стрелковая дивизия преобразована в 67-ю гвардейскую стрелковую дивизию 21-й армии Воронежского фронта.
Боевой период: с 21. января 1943 года по 6 февраля 1943 года; с 15 февраля 1943 года по 30 сентября 1943 года; с 15 октября 1943 года по 9 мая 1945 года.
С мая 1943 года и до конца войны в составе 23-го гвардейского стрелкового корпуса 6-й гвардейской армии. Летом дивизия участвовала в Курской битве, занимала оборону на южном фасе Курского выступа.
В ходе Белгородско-Харьковской наступательной операции дивизия боевыми действиями способствовала освобождению Белгорода и Харькова.
С октября 1943 года дивизия в составе Прибалтийского фронта, а с 20 октября — 2-го Прибалтийского фронта.
Вела боевые действия в район г. Невель, занимала оборону северо-западнее города до начала января 1944 года, а затем принимала участие в разгроме невельской группировки противника.
Летом 1944 года в составе 1-го Прибалтийского фронта участвовала в Белорусской стратегической операции. 4 июля дивизия участвовала в освобождение г. Полоцка. 23 июля 1944 года за успешные бои за город Полоцк 67-я гвардейская стрелковая дивизия награждена орденом Красного Знамени.
После освобождения Полоцка дивизия двигается в направлении Даугавпилса, к 1 августа в районе 65 км северо-западнее Даугавпилса. К концу августа находится в районе юго-западнее Елгавы.
В начале октября 1944 года дивизия участвует в наступление на мемельском направлении с задачей выйти на побережье Балтийского моря и не допустить отхода прибалтийской группировки противника в Восточную Пруссию, переброшена в район северо-западнее Шяуляя, после чего вела боевые действия в направление Либавы.
В результате успешного проведения Мемельской операции 1-го Прибалтийского фронта войска фронта вышли на побережье Балтийского моря, что послужило окружению крупной группировки противника.
В последующем дивизия в составе 6-й гвардейской армии вела упорные бои с прижатой к морю и отрезанной на Курляндском полуострове группировкой противника. Дивизия находилась к востоку от Лиепаи в районе Приекуле. В апреле дивизия вместе с корпусом находится в составе 42-й армии.
Конец войны дивизия в составе 23-го гвардейского стрелкового корпуса 67-й армии Курляндской группы войск Ленинградского фронта встретила в районе Дурбе, в 30 км восточнее Либавы.

## Состав
- 196-й гвардейский стрелковый полк
- 199-й гвардейский стрелковый полк
- 201-й гвардейский стрелковый полк
- 138-й гвардейский артиллерийский полк
- 73-й отдельный гвардейский истребительно-противотанковый дивизион
- 68-я отдельная гвардейская разведывательная рота
- 76-й отдельный гвардейский сапёрный батальон
- 96-й отдельный гвардейский батальон связи
- 577-й отдельный медико-санитарный батальон
- 66-я отдельная гвардейская рота химической защиты
- 650-я (69-я) автотранспортная рота
- 652-я (70-я) полевая хлебопекарня
- 663-й (72-й) дивизионный ветеринарный лазарет
- 799-я полевая почтовая станция
- 892-я полевая касса Госбанка[3]

## Подчинение
| Дата            | Фронт (округ)           | Армия                 | Корпус                             |
| --------------- | ----------------------- | --------------------- | ---------------------------------- |
| 01.02.1943 года | Донской фронт           | 65-я армия            |                                    |
| 01.03.1943 года | Центральный фронт       | 21-я армия            |                                    |
| 01.04.1943 года | Воронежский фронт       | 21-я армия            |                                    |
| 01.05.1943 года | Воронежский фронт       | 6-я гвардейская армия | 22-й гвардейский стрелковый корпус |
| 01.10.1943 года | Резерв Ставки ВГК       | 6-я гвардейская армия | 22-й гвардейский стрелковый корпус |
| 01.11.1943 года | 2-й Прибалтийский фронт | 6-я гвардейская армия | 22-й гвардейский стрелковый корпус |
| 01.12.1943 года | 2-й Прибалтийский фронт | 6-я гвардейская армия | 96-й стрелковый корпус             |
| 01.01.1944 года | 2-й Прибалтийский фронт | 6-я гвардейская армия | 97-й стрелковый корпус             |
| 01.02.1944 года | 2-й Прибалтийский фронт | 6-я гвардейская армия | 12-й гвардейский стрелковый корпус |
| 01.03.1944 года | 1-й Прибалтийский фронт | 6-я гвардейская армия | 23-й гвардейский стрелковый корпус |
| 01.03.1945 года | 2-й Прибалтийский фронт | 6-я гвардейская армия | 23-й гвардейский стрелковый корпус |
| 01.04.1945 года | Ленинградский фронт     | 42-я армия            | 23-й гвардейский стрелковый корпус |
| 01.05.1945 года | Ленинградский фронт     | 67-я армия            | 23-й гвардейский стрелковый корпус |

## Командование

### Командиры дивизии
- генерал-майор Меркулов, Серафим Петрович с 21 января 1943 по 23 июня 1943
- генерал-майор Баксов, Алексей Иванович с 24 июня 1943 по 18 августа 1944
- генерал-майор Ерёменко, Яков Филиппович с 22 августа 1944 по 11 января 1945 (умер 13.02.1945 от болезни, похоронен в г. Паневежис)
- полковник Пузанов, Лев Илларионович с 12 января 1945 по 18 января 1945
- полковник Пугаев, Михаил Петрович с 19 января 1945 по сентябрь 1945
- генерал-майор Родионов, Владимир Аркадьевич с сентября 1945 по сентябрь 1946

### Заместители командира дивизии
Полковник Гнедин, Василий Тихонович с 9 июля 1944 по 22 октября 1944

### Командиры полков
- 196-й гв. сп: (до 21.1943 807-й сп 304 сд (1ф))
- Бажанов Владимир Иванович (~ до 20.08.1943), подполковник, умер от ран 20.08.1943, захоронен в районе села Бутово Белгородской обл.
- Московский Пётр Григорьевич (25.08.1943 — 01.10.1943)
- Лехман Георгий Николаевич (02.10.1943 — 30.10.1943)
- Шляпин Геннадий Фадеевич (30.10.1943 — 13.12.1944), ранен
- Боровский Владимир Маркелович (13.12.1944 — 03.02.1945)
- Папиров Анатолий Алексеевич (03.02.1945 — 17.05.1946)
- 199-й гв. сп: (до 21.1943 809-й сп 304 сд (1ф))
- Кровяков Иван Филатович (по 05.05.1943) (на soldat.ru 1942 ?)
- Дегтярёв Афанасий Григорьевич (04.05.1943 — 11.11.1944), умер от ран
- Цеханович Мартын Фомич (16.11.1944 — 27.12.1944)
- Чаликов Анатолий Васильевич (27.12.1944 — 24.02.1945)
- Борисов Алексей Семёнович (с 23.02.1945)
- 201-й гв. сп: (до 21.01.1943 812-й сп 304 сд (1ф))
- Сорокин Терентий Николаевич (21.01.1943 — 01.10.1943)
- Иноземцев, Георгий Александрович (16.09.1943 — 08.01.1945)
- Радаев Георгий Семёнович (11.01.1945 — 20.09.1945)
- Яценко Александр Трофимович (26.09.1945 — 27.03.1946)
- Козин Владимир Иванович (27.03.1946 — 17.05.1946)

## Наименования и награды
| Награда (наименование)            | Дата награждения (преобразования)                                | За что награждена |
| --------------------------------- | ---------------------------------------------------------------- | --- |
| Почётное звание Гвардейская       | 21 марта 1943 года                                               | 304-я стрелковая дивизия преобразована в 67-ю гвардейскую стрелковую дивизию.                                                                       |
| Почётное наименование «Витебская» | Приказ Верховного Главнокомандующего № 0193 от 10 июля 1944 года | За отличие в боях за овладение городом Витебск. |
| Орден Красного Знамени            | Указ Президиума Верховного Совета СССР от 23 июля 1944 года      | За успешное выполнение заданий командования в боях с немецкими захватчиками при овладении городом Полоцк, проявленные при этом доблесть и мужество. |

Награды частей дивизии:
- 196-й гвардейский стрелковый Краснознамённый[5] полк
- 199-й гвардейский стрелковый ордена Суворова[5] полк
- 201-й гвардейский стрелковый ордена Кутузова[5] полк
- 138-й гвардейский артиллерийский Краснознамённый[6] полк

## Отличившиеся воины
- Садовский Геннадий Николаевич, МЛАДШИЙ СЕРЖАНТ / СНАЙПЕР 199-го гвардейского стрелкового полка.
- Александров, Алексей Васильевич, гвардии лейтенант, командир взвода гвардейского отдельного учебного стрелкового батальона.
- Аминов, Зариф Хурамшович, гвардии старший сержант, командир расчёта 45 мм орудия 196 гвардейского стрелкового полка.
- Арутюнов, Михаил Агателович, гвардии ефрейтор, автоматчик 201-го гвардейского стрелкового полка.
- Асаналиев, Джумаш, гвардии ефрейтор, пулемётчик 199-го гвардейского стрелкового полка.
- Афанасьев, Фёдор Трофимович, командир роты 201-го гвардейского стрелкового полка, гвардии лейтенант.
- Баксов, Алексей Иванович, (10 ноября 1907 — 26 ноября 1986), командир дивизии, гвардии генерал-майор.
- Барков, Михаил Иванович, наводчик орудия 73-го гвардейского отдельного истребительно-противотанкового дивизиона, гвардии красноармеец.
- Берестов, Фёдор Сергеевич, командир отделения 201-го гвардейского стрелкового полка, гвардии сержант.
- Бирюков, Иван Семёнович, адъютант старший батальона 199-го гвардейского стрелкового полка, гвардии старший лейтенант.
- Богуславский, Владимир Григорьевич, гвардии капитан, заместитель командира гвардейского отдельного учебного стрелкового батальона по политической части.
- Бронников, Михаил Максимович, гвардии полковник, начальник политотдела дивизии.
- Ветчинкин, Алексей Петрович, гвардии сержант, командир пулемётного отделения 196 гвардейского стрелкового полка.
- Виноградов, Михаил Николаевич, гвардии старший сержант, помощник командира взвода 201-го гвардейского стрелкового полка.
- Вознесенский, Фёдор Сергеевич, гвардии сержант, командир отделения 201-го гвардейского стрелкового полка.
- Воротынцев, Николай Филиппович, гвардии красноармеец, пулемётчик отдельного учебного батальона.
- Гергель Андрей Прокофьевич, гвардии майор, заместитель командира по политической части 199-го гвардейского стрелкового полка.
- Гришин, Александр Сергеевич, гвардии старший сержант, командир отделения автоматчиков 196-го гвардейского стрелкового полка.
- Губяшкин, Николай Игнатьевич, гвардии младший сержант, командир стрелкового отделения 196 гвардейского стрелкового полка.
- Гуляев, Анатолий Иванович, гвардии старший сержант, помощник командира стрелкового взвода 196 гвардейского стрелкового полка.
- Долгов, Григорий Афанасьевич, гвардии младший лейтенант, командир стрелкового взвода 201-го гвардейского стрелкового полка.
- Доровский, Николай Степанович, гвардии лейтенант, командир пулемётной роты 199 гвардейского стрелкового полка.
- Дубиков, Андрей Елиферович, гвардии младший сержант, командир орудия 73 гвардейского отдельного истребительного противотанкового дивизиона.
- Едакин, Виктор Макарович, гвардии младший сержант, автоматчик 196 гвардейского стрелкового полка.
- Жагренков, Иван Михайлович, гвардии сержант, командир отделения 201 гвардейского стрелкового полка.
- Жанзаков, Абдулла, гвардии ефрейтор, автоматчик 196-го гвардейского стрелкового полка.
- Жилин, Василий Иванович, гвардии старшина, старшина роты 199-го гвардейского стрелкового полка.
- Жосан, Николай Иванович, гвардии старшина, командир отделения связи 138 гвардейского артиллерийского полка.
- Зайцев, Степан Харитонович, гвардии старший лейтенант, командир батальона 196-го гвардейского стрелкового полка.
- Захаров, Алексей Иванович, гвардии лейтенант, командир роты 196-го гвардейского стрелкового полка.
- Иванишко, Фёдор Яковлевич, гвардии старшина, командир пулемётного расчёта отдельного гвардейского учебного батальона.
- Иванов, Евдоким Арсентьевич, гвардии старшина, командир орудийного расчёта 138 гвардейского артиллерийского полка.
- Игнатенко, Илья Ефремович (1920—1983 гг.), гвардии старший сержант, старший разведчик 138-го гвардейского артиллерийского полка.
- Иноземцев, Георгий Александрович, гвардии подполковник, командир 201-го гвардейского стрелкового полка.
- Ковалёв, Павел Степанович, гвардии старший лейтенант, командир батареи 73-го гвардейского отдельного истребительно-противотанкового дивизиона.
- Ковтунов, Георгий Никитович, гвардии подполковник, командир 138-го гвардейского артиллерийского полка.
- Козинец, Александр Лукич, гвардии старший сержант, командир отделения разведки 68 отдельной гвардейской разведывательной роты. Умер от ран 7 апреля 1945 года.
- Козлов, Михаил Фёдорович, гвардии старший сержант, командир отделения 201-го гвардейского стрелкового полка.
- Кравченко, Михаил Пантелеевич, гвардии красноармеец, стрелок гвардейского отдельного учебного стрелкового батальона.
- Кравченко, Николай Григорьевич, гвардии ефрейтор, связист роты связи 199 гвардейского стрелкового полка.
- Лебеденко, Иван Максимович, гвардии капитан, командир дивизиона 122-мм гаубиц 138-го гвардейского артиллерийского полка.
- Лобачёв, Аркадий Филиппович, гвардии ефрейтор, автоматчик 201-го гвардейского стрелкового полка.
- Луцевич, Андрей Филиппович, гвардии старший сержант, командир орудия 138-го гвардейского артиллерийского полка.
- Мартынов, Иван Алексеевич, гвардии старший лейтенант, командир стрелкового взвода 199-го гвардейского стрелкового полка
- Матвеев, Павел Константинович, командир батареи 73-го отдельного гвардейского истребительно-противотанкового дивизиона, гвардии старший лейтенант.
- Махотин, Борис Владимирович, гвардии старшина, командир отделения пулемётной роты 199-го гвардейского стрелкового полка.
- Меликсетян, Хачик Амаякович, гвардии старший сержант, наводчик орудия 138 гвардейского артиллерийского полка.
- Мороз, Николай Кириллович, гвардии старшина, командир орудийного расчёта 138 гвардейского артиллерийского полка.
- Мужицкий, Павел Тихонович, гвардии красноармеец, стрелок 1-го стрелкового батальона 199-го гвардейского стрелкового полка
- Обухов, Александр Григорьевич, гвардии ефрейтор, сапёр сапёрного взвода 196-го гвардейского стрелкового полка.
- Павлов, Дмитрий Иванович, гвардии старший сержант, помощник командира взвода разведки 201-го гвардейского стрелкового полка.
- Плякин, Иван Антонович, гвардии капитан, командир миномётной роты 199-го гвардейского стрелкового полка.
- Редька, Степан Емельянович, гвардии красноармеец, наводчик орудия 73 отдельного гвардейского истребительно-противотанкового дивизиона.
- Резанов, Виктор Дмитриевич, гвардии старший сержант, командир отделения 3-го стрелкового батальона 201-го гвардейского стрелкового полка
- Рублевский, Владимир Степанович, гвардии старший сержант, командир пулемётного расчёта 201-го гвардейского стрелкового полка.
- Рыженков, Николай Андреевич, гвардии младший сержант, командир расчёта противотанкового ружья 199-го гвардейского стрелкового полка.
- Рылов, Валерий Дмитриевич, гвардии старший сержант, командир отделения роты связи 201-го гвардейского стрелкового полка.
- Сирагов, Павел Иванович, гвардии старший лейтенант, заместитель командира стрелкового батальона по политчасти 199-го гвардейского стрелкового полка.
- Солонченко, Владимир Данилович, гвардии старший лейтенант, командир пулемётной роты 199-го гвардейского стрелкового полка.
- Стёпин, Виктор Александрович, гвардии ефрейтор, старший разведчик-наблюдатель 138-го гвардейского артиллерийского полка.
- Суслов, Александр Андреевич, гвардии старший сержант, командир пулемётного расчёта отдельного гвардейского учебного стрелкового батальона.
- Тарловский, Василий Иванович, гвардии старший лейтенант, командир стрелковой роты 201-го гвардейского стрелкового полка.
- Тогузов, Каурбек Темболатович, гвардии старший сержант, командир орудия 138-го гвардейского артиллерийского полка
- Труфанов, Пётр Терентьевич, гвардии красноармеец, пулемётчик отдельного гвардейского учебного стрелкового батальона.
- Украдыженко, Иван Порфирьевич, гвардии капитан, командир отдельного гвардейского стрелкового батальона.
- Форзун, Яков Цалевич, гвардии красноармеец, пулемётчик 199-го гвардейского стрелкового полка.
- Хватков, Михаил Петрович, гвардии ефрейтор, сапёр 76-го отдельного гвардейского сапёрного батальона
- Холод, Тимофей Алексеевич, гвардии ефрейтор, пулемётчик 3-го стрелкового батальона 201-го гвардейского стрелкового полка.
- Шейкин, Иван Трофимович, гвардии майор, командир стрелкового батальона 199-го гвардейского стрелкового полка.
- Щеблаков, Александр Дмитриевич , гвардии сержант, стрелок отдельного гвардейского стрелкового батальона.
- Шляпин, Геннадий Фадеевич (1912—1970), гвардии майор, командир 196-го гвардейского стрелкового полка
- Юдин, Павел Капитонович, гвардии сержант, командир отделения роты связи, 196-го гвардейского стрелкового полка.
- Якубов, Осман, гвардии ефрейтор, стрелок-автоматчик 1-го стрелкового батальона 201-го гвардейского стрелкового полка.